# Dominic Su Haw Chiu
Dominic Su Haw Chiu (* 29. Mai 1939 in Sibu) ist emeritierter Bischof von Sibu.

## Leben
Dominic Su Haw Chiu empfing am 4. Dezember 1969 die Priesterweihe.
Papst Johannes Paul II. ernannte ihn am 22. Februar 1986 zum Bischof von Sibu und spendete ihm am 6. Januar 1987 im Petersdom die Bischofsweihe; Mitkonsekratoren waren die Kurienerzbischöfe Eduardo Martínez Somalo und José Tomás Sánchez.
Papst Benedikt XVI. nahm am 24. Dezember 2011 sein Rücktrittsgesuch an.